# Castell de Castellruf
El castell de Castellruf és un edifici de Santa Maria de Martorelles (Vallès Oriental) declarat bé cultural d'interès nacional. Era un castell avui desaparegut, que estava situat al turó de Castellruf, vora l'antic poblat ibèric del Turó de Castellruf, però en les excavacions arqueològiques no s'han trobat restes medievals.

## Història
El terme del castell de Ruf és esmentat per primera vegada l'any 1060. La primera referència pròpiament del castell de Ruf és del 1141, quan Berenguer Bernat de Cabanyes el donà a la seva filla Adelaida amb totes les seves pertinences. El 1159 la mateixa Adelaida el cedeix a Guerau, el seu marit, i els seus fills. El 1175 Guerau va fer testament abans d'anar a Tolosa amb el rei, i llega el castell de Ruf i totes les seves pertinences a favor del seu fill Pere de Rocavert. El 1255 Bernat de Sant Vicenç era el senyor del castell de Ruf. D'aquesta fortalesa depenia la parròquia de Santa Maria de Martorelles.